# سیارک ۲۳۰۷۴
سیارک ۲۳۰۷۴ (به انگلیسی: 23074 Sarakirsch، نامگذاری:1999XJ78) بیست و سه هزار و هفتاد و چهارمین سیارک کشف شده‌است که در ۷ دسامبر ۱۹۹۹ کشف شد.
قدر مطلق سیارک برابر ۱۴.۱ است.